# Leo Fuld

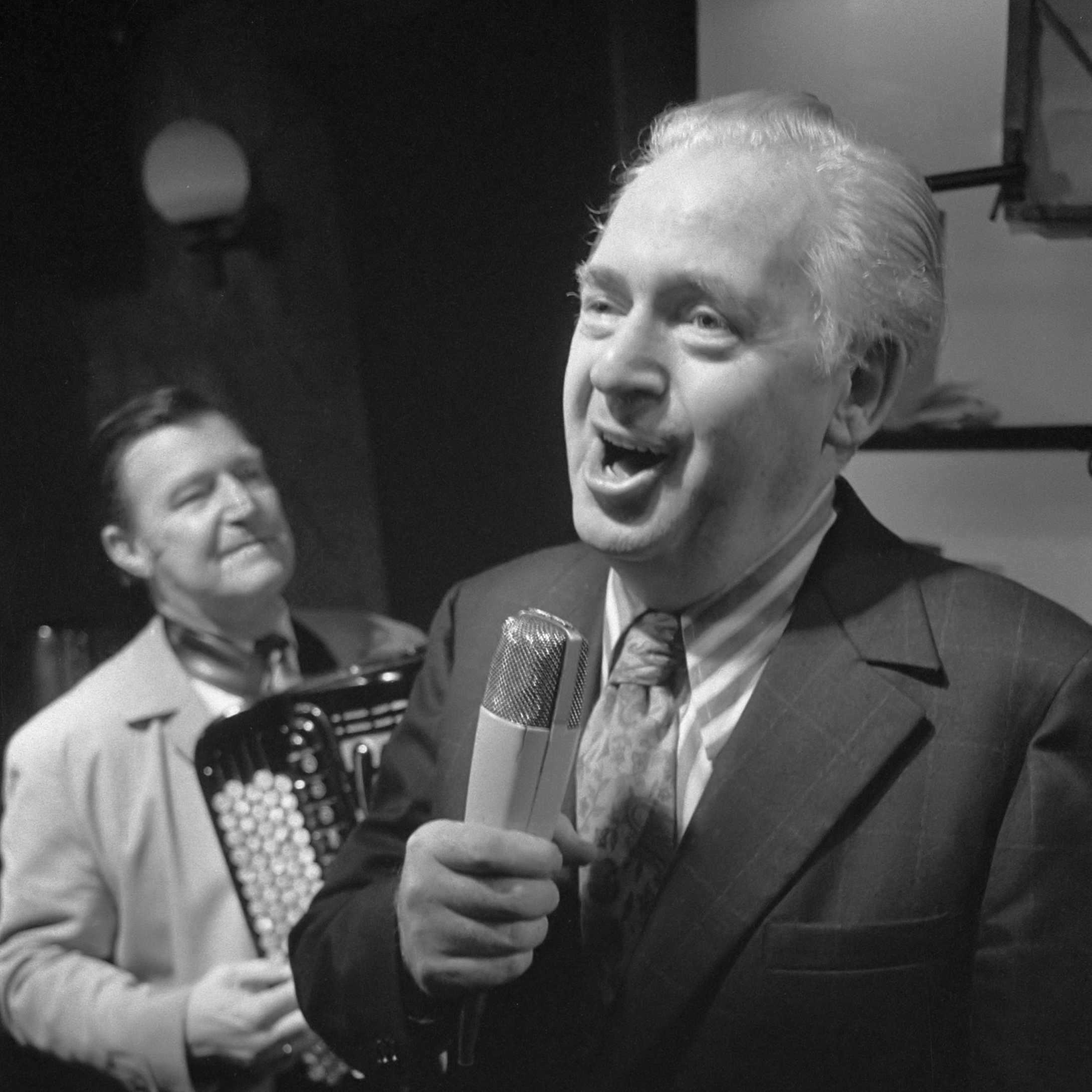
Leo Fuld (1971)

Leo Fuld (* 29. Oktober 1912 in Rotterdam; † 10. Juni 1997 in Amsterdam; eigentlich Lazarus Fuld) war ein niederländisch-amerikanischer Sänger populärer jiddischer Lieder.

## Leben und musikalische Karriere
Fuld wurde als drittes von zehn Kindern einer armen jüdischen Familie geboren. Sein musikalisches Talent zeigte sich schon früh beim liturgischen Gesang in der Synagoge, so dass er von dritter Seite eine Zuwendung erhielt, die es ihm ermöglichen sollte, eine Ausbildung zum Chasan zu durchlaufen. Auch seine Eltern erwarteten von ihm, dass er sich zum Chasan ausbilden ließ.
Seit seinem sechzehnten Geburtstag sang Fuld in der Provinz „Sjoels“ (jüdische Klagelieder), aber auch weltliche Lieder. Anfangs trat er in einem Rotterdamer Lokal auf und gab dort sechzig Lieder für einen Gulden zum Besten. Sein Erfolg auf der Bühne veranlasste ihn, 1932 an einem Vorsingen in London beim VARA-Radio teilzunehmen, wo er dann entdeckt und engagiert wurde. Er wurde damit der erste niederländische Sänger, der im englischen Rundfunk auftrat. Der berühmte Bigband-Leader Jack Hylton hörte ihn und schloss mit ihm einen Drei-Jahres-Vertrag, der ihn auf fast alle bedeutenden Podien der Britischen Inseln und auf dem Kontinent führte.
1933 kam es zu seinen ersten Plattenaufnahmen in Berlin. 1936 wurde er von Clifford C. Fischer für das French Casino in New York und später für das Paramount-Theater am Broadway engagiert. 1938 lief sein Visum für die USA ab und er musste nach Europa zurückkehren. Daraufhin beantragte er ein Immigrationsvisum und konnte 1940 noch knapp vor der Invasion der deutschen Truppen in den Niederlanden in die USA fliehen. Im Exil trat er zugunsten der Niederländischen Exilregierung in Rundfunksendungen auf Kurzwelle für seine Heimat auf, bis er vom Schicksal seiner Familienmitglieder hörte, von denen viele von den Nazis ermordet wurden. Er konnte daraufhin keine Bühne mehr betreten.
Da er aber auch Talent zum Schreiben hatte, verfasste er Texte für Schauspieler und Sänger wie Milton Berle, die Ritz Brothers, Jackie Miles, Jackie Gleason, Jan Murray, Jerry Lewis und Dean Martin. Er schrieb auch eine Revue "Fun For Your Money", die er produzierte und als Regisseur leitete.
1948 kehrte er als amerikanischer Staatsbürger in die Niederlande zurück, wo er begeistert empfangen wurde. Ihm wurde sofort angeboten, im größten Theater Amsterdams zu singen. Fuld hatte aber seit fünf Jahren nicht mehr auf einer Bühne gestanden und hatte Angst vor dem Auftritt, der aber dann doch zu einem großen Erfolg wurde. Sein Vertrag wurde auf sechs Wochen verlängert. Engagements aus der ganzen Welt folgten.
Während eines Gastspiels seiner Revue in Paris besuchte er einen kleinen jiddischen Club. Dort hörte er einen Überlebenden des Warschauer Gettos ein Lied singen, das ihn tief berührte: „Wohin soll ich geh'n?“ (Vi ahin zol ich geyn?). Fuld bat den Komponisten um eine Kopie und schrieb in England den englischen Text dazu. Unter dem Titel "Where can I go?" nahm er das Lied für Decca Records auf; mit rund 7,8 Millionen Tonträgern wurde es sein meistverkaufter Titel. Fuld sang dieses Lied im Fernsehen in der Milton-Berle Show, bei Perry Como und in der Frank-Sinatra-Show, auch Stars wie Ray Charles und Steve Lawrence nahmen es in ihr Repertoire auf. Begeisterung und Anerkennung fand es auch bei Billie Holiday, Al Jolson und Édith Piaf.
Tourneen führten ihn nach Argentinien, Chile, Brasilien, Nordafrika, Ägypten, Israel, in den Libanon und durch Europa. Für zehn Wochen stand er mit Edith Piaf auf der Bühne des Pariser ABC-Theaters. Kaiser Haile Selassie engagierte ihn für einen Auftritt anlässlich der Hochzeit seiner Tochter im kaiserlichen Palast in Addis Abeba.
1956 gründete er seinen eigenen Nachtklub „Sabrah“ in New York, bevor er nach Las Vegas zog.
An seinem 80. Geburtstag kam der Sänger in die Niederlande zurück. Mit dem Produzenten Mohamed el-Fers und dem Arrangeur Kees Post produzierte er 1996 die CD „The Legend“ für Hippo Records. Die CD enthält seine bekanntesten jiddischen Lieder, diesmals allerdings im orientalischen Stil. Sie trug ihm den Beinamen Sergeant Pepper der Jiddischen Musik (Abe Goldstein) ein.
Mit 84 Jahren heiratete Fuld ein viertes Mal. Er starb ein Jahr darauf in seinem Wohnsitz in Amsterdam.

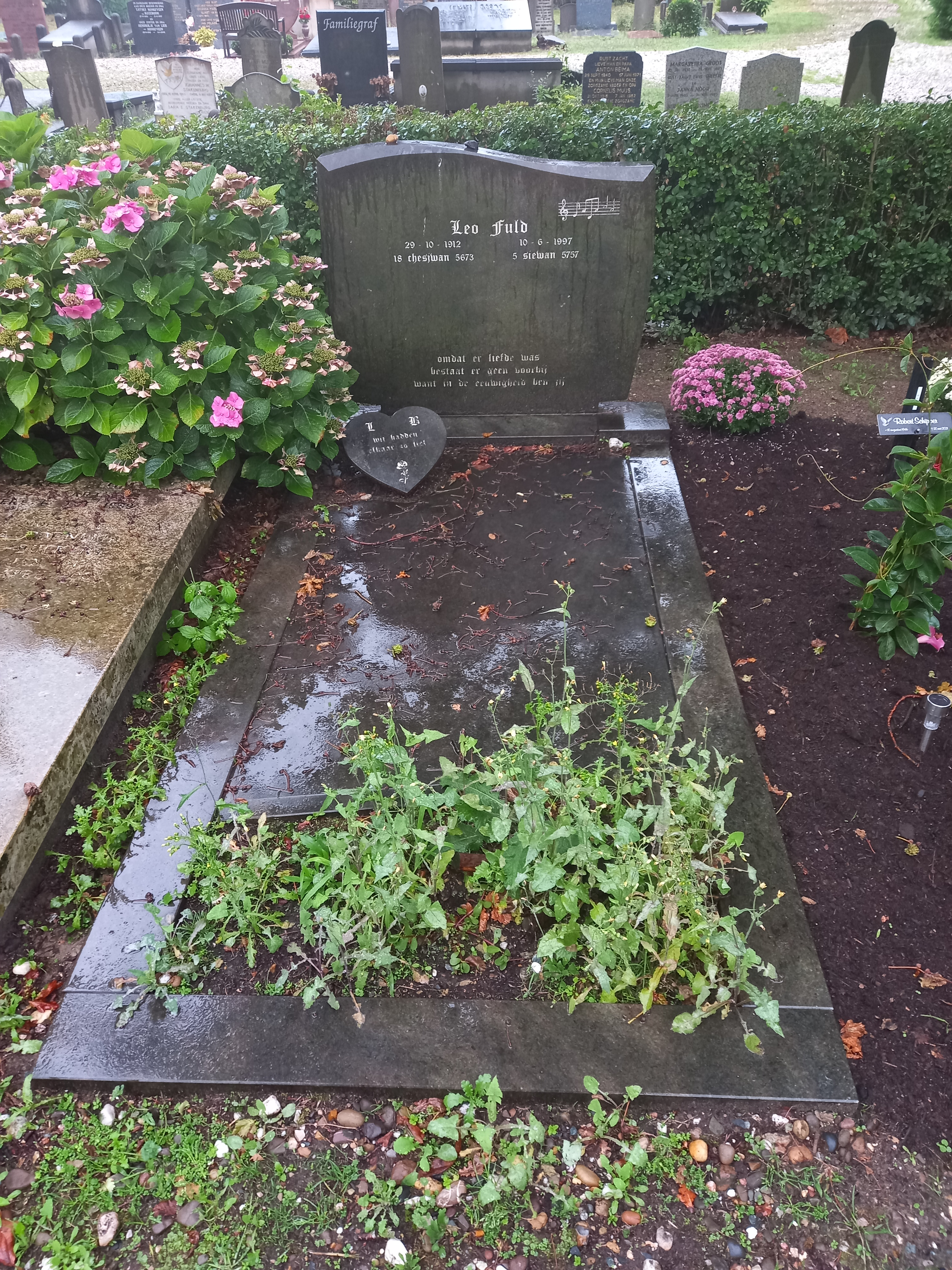
Das Grab von Leo Fuld auf dem Friedhof Vredenhof in Amsterdam

## Diskografie
- 1933 A Brievele der Mamme/Ich fuhr aheim (Odeon)
- 1933 Mein Shtetl (Odeon)
- 1933 Roumanische Kretsche (Victrola)
- 1934 A Klesmer Yingel (Oi Mamme! Bin ich farliebt) (Victrola)
- 1934 My jiddische Mama (Victrola)
- 1935 Oif'n pripetshik (Victrola)
- 1935 Fraitag oif der Nacht (Victrola)
- 1935 Shein wie die Lewone (Victrola)
- 1936 Yiddish ges'l (Odeon)
- 1936 Dos Pintele Yid (Victrola)
- 1936 Mo-me-le (Victrola)
- 1937 Az der Rebbe tantst (Victrola)
- 1937 Der Siderel (Yiddele Briederel) (Victrola)
- 1937 Gesselach (Victrola)
- 1938 A Letter to My Mother / You're the Sweetest in the Land (HMV)
- 1939 My jiddische Mame (Ariola)
- 1939 Resele (Victrola)
- 1939 Meine Mutter blieb in Ungarn (Victrola)
- 1947 Wo ahin soll ich geh'n (Where can I go), mit dem Orchester Bruce Campbell und den Wardour Singers (Decca)
- 1947 Pigalle (Homeland), mit dem Orchester Lew Stone (Decca F 9187; Decca DR.13631)
- 1948 Wuss gewen is gewen (I love You much too much), mit dem Orchester Tuschinsky (Elite Spezial 9080)
- 1948 A brivele der mamme / Der alter zigoiner, mit dem Orchester Lew Stone (Saturne 1055)
- 1948 Moshiah, mit dem Orchester Guy Luypaerts (Saturne)
- 1950 Mosiach / Mein steitale (Arton, in Lizenz von Saturne; Hed Arzi 10919)
- 1950 Mazel / Wie ahein soll ich gein, mit dem Orchester Guy Luypaerts und Grisha Farfel, Trompete (Hed-Arzi 855/13320 in Lizenz von Saturne)
- 1950 Zigany Melody / Miserlu, mit Grisha Farfel, Trompete, und seinem Orchester (Melodisc 5019)
- 1951 Yaass / Pigalle (London 701)
- 1951 Oif'n Weg steht a Boim (Saturne)
- 1952 Misirlou (Vogue)
- 1952 Glik (Tikva)
- 1952 Der alter Tsigayner (Tikva)
- 1952 Bessarabien, mit dem Orchester Abe Ellstein (Hed-Arzi)
- 1952 A Sudenyu (Tikva)
- 1953 L´émigrant (Disque Columbia)
- 1953 Ikh zing (Tikva)
- 1954 In Concert, Aufzeichnung aus der Ohel Shem Concert Hall in Tel-Aviv am 26. Juli 1954 (Vogue 25cm LP85)
- 1954 Der Emigrant (Telefunken UX 4673)
- 1954 You got to have a little Mazl (Tikva)
- 1954 Leo Fuld sings Roumanische, Kretchme and other Yiddish Songs (Hataklit HI 25005)
- 1954 Joue tzigane / Le moulin tourne (Saturne FR 1034)
- 1954 Letter to my Mother / You´re the sweet (London 827)
- 1956 Leo Fuld at the Tuschinski-Theatre Amsterdam: Ca / The Sheikh of Araby / Tsigany Melody / My Jiddishe Mama (Telefunken hx-1012 ep)
- 1956 Ay je l’aime (Vogue EPL 7140)
- 1957 Leo Fuld mit dem Orchester Anton Kersjes: Der Emigrant / Oif'n Weg steht a Boim / Shein wie die Lewoneh / Weil du bist mein (Telefunken ux-4673 ep)
- 1958 Leo Fuld mit Martin Roman und seinem Orchester (Simcha Records JLP 2)
- 1959 Poylish Yidl (Hataklit)
- 1960 Zigany Melody (Tikva)
- 1965 Rumaynisher Kretshme (Hataklit)
- 1965 Leo Fuld with orchestra conducted by Pi Scheffer (Embassy/CBS Israel 31188)
- 1965 Leo Fuld Chante en Français: Kaddish / Momele / Paris / La penombre (CBS 6311)
- 1967 A Yiddische Momme (Artone MDS S - 3022)
- 1967 Doina / Spiel Zigeuner (Artone)
- 1970 A Yidische Momme (Vogue HJV 119)
- 1972 My Yiddische Mama (CBS)
- 1975 Dat kleine beetje geluk op aarde (Europaclub)
- 1989 My jiddishe mamme (CNR 100.248)
- 1991 Shalom Israel (Columbia 4681322)
- 1997 God Zegen Nederland EP, sein letztes Lied (Hippo Records 97001)
- 1997 The Legend, sein letztes Album (Hippo Records 97002)
- 1998 Chants Et Traditions Yiddish mit Leo Fuld: Mosiagh / Dona, Dona, Dona (Disques Versailles 5099748955425)
- 1999 Leo Fuld - My Yiddishe Mama (Sony BMG)
- 2002 Shalom Israel (Sony BMG)
- 2002 Slavia Die Lieder des Ostens (2 CD-Box, Virgin)
- 2003 Leo Fuld Greatest Hits (Sony BMG)
- 2004 The Baby Boom Generation (3 CD-Box, mit Leo Fuld: Wo ahin soll ich geh'n) (Livr. Belgique)
- 2005 My Yiddishe mama (Artone ART 2005006)
- 2006 Vi ahin sol ich gayn (Hatikvah Y LF 1010)
- 2006 Leo Fuld - Collections (Sony Music)
- 2007 Chansons de Maman, mit Leo Fuld: Maman, fais dodo (Marianne Melodie)
- 2008 Yiddish songs, mit Leo Fuld: Zigany melody und Yaas (Disques Office 91189)
- 2008 The Legend - Édition anniversaire (Hippo Records 97002)

## Dokumentarfilme
- 1993 The International Singing Star Leo Fuld (Niederländisches Fernsehen)
- 1994 Ik zing de Wereld rond (Niederländisches Fernsehen; Drehbuch: Leo Fuld)
- 1995 A Yiddish X-Mas in Amsterdam (Niederländisches Fernsehen)
- 1996 The Legend (nur ein Trailer für eine TV-Serie, Drehbuch: Leo Fuld, Mohamed el-Fers)
- 1997 Leo Fuld in Kopspijkers (Niederländisches Fernsehen)
- 1997 Fuld in Railand (Niederländisches Fernsehen)
- 1997 The King of Yiddish Music Meets Queen Beatrix (Niederländisches Fernsehen)
- 1997 Oif´m Weg stant mal a Boim - Goodbye Leo (Niederländisches Fernsehen)